# Роуз Мак-Гавен
Роза Аріанна Мак-Гавен (італ. Rósa Arianna McGowan; більш відома як Роуз Мак-Гавен; нар. 5 вересня 1973, Флоренція) — американська акторка та співачка, відома за роллю Пейдж Метьюс у серіалі «Усі жінки — відьми».

## Життєпис

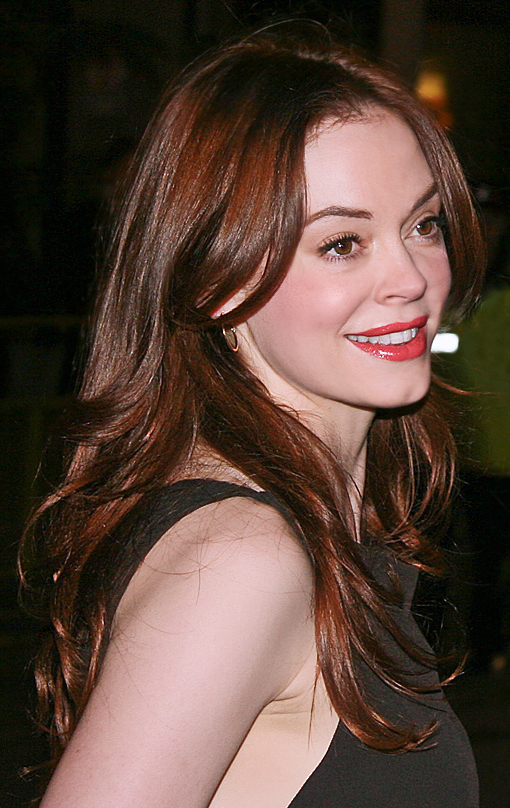
Роуз Мак-Гавен на «TIFF-2008»

### Раннє життя
Роуз народилась у родині, де було вісім дітей, двоє з яких були напіврідні. Друга старша дитина Тері, американської письменниці французького походження, і Денієла Мак-Гавена, американського актора ірландського походження.
Родина належала до культу «Діти бога», проте в інтерв'ю Говардові Стерну Роуз зазначила, що не була розбещеною дитиною, бо не відповіла на покликання на служіння культу. В секті пропагували насилля. Її батько ілюстрував трактати з голими жінками для секти. Проте коли культ замовив малюнки про правомірність педофілії він вирішив втекти. Йому вдалося вибратися із сім'єю коли Роуз було 10 років. Вони переїхали до США й оселилися в Юджині. У 13 років Роуз втекла до Портленду, де жила з «перевдягненою королевою».
Роуз часто жила на вулиці, працювала в гей-клубах, щоб врятуватися від домагань, але все одне це не врятувало її. Тому що саме там її зґвалтували перший раз. 
Її батько розлучився з матір'ю й Роуз переїхала разом із батьком до Сіетлу, де вона навчалась у «Roosevelt High School» і «Nova Alternative High School». Коли Роуз виповнилось 15 років, вона офіційно емансипувала себе від батька.

### Кар'єра
З 1992 року почала зніматись у кіно. Її першим фільмом став «Encino Man», де вона грала незначну роль. В 1995 році Роуз отримала «Best Debut Performance» на «1996 Independent Spirit Awards», за роль у фільмі «The Doom Generation». Отримання нагороди привернуло увагу продюсерів до молодої акторки і вона отримала роль у фільмі «Крик» (1996).
В 1997 році Роуз зіграла у фільмі «Seed», «Ніде», «Lewis and Clark and George». В 1998 році знімалась у «Southie», «Phantoms» і «Devil In The Flesh», а в 1999 році — у «Jawbreaker». З 2001 року почала зніматись у серіалі «Усі жінки — відьми», який приніс їй велику популярність. У 2005 році зіграла у фільмі «Elvis». Того ж року її голос використали в грі «Darkwatch» (персонаж, на ім'я Тала). У 2008 році зіграла одну з головних ролей у фільмі «Fifty Dead Men Walking».

## Відвідання України
Влітку 2019 року Роуз Мак-Гавен відвідала Україну і зокрема «Одеський кінофестиваль».

## Фільмографія
| Рік       |    | Українська назва                    | Оригінальна назва                            | Роль                          |
| --------- | -- | ----------------------------------- | -------------------------------------------- | ----------------------------- |
| 1989      | ф  | Клас 1999                           | Class of 1999                                | дівчина                       |
| 1990      | с  | Справжні кольори                    | True Colors                                  | Сьюзен                        |
| 1992      | ф  | Заморожений каліфорнієць            | Encino Man                                   | Нора                          |
| 1995      | ф  | Покоління гри «Doom»                | The Doom Generation                          | Емі Блу                       |
| 1996      | ф  | Біобудинок                          | Bio-Dome                                     | Деніз                         |
| 1996      | ф  | Крик                                | Scream                                       | Тейтам Райлі                  |
| 1997      | ф  | Попутники                           | Going All the Way                            | Ґейл Енн Теєр                 |
| 1997      | ф  | Небезпечне тріо                     | Lewis & Clark & George                       | Джордж                        |
| 1997      | ф  | Ніде                                | Nowhere                                      | Вейлі-Чик 3                   |
| 1997      | ф  |                                     | Kiss & Tell                                  | Джесмін Гойл                  |
| 1997      | кф | Насіння                             | Seed                                         | Міріам                        |
| 1998      | в  | Диявол у плоті                      | Devil in the Flesh                           | Деббі Стренд                  |
| 1998      | ф  | Фантоми                             | Phantoms                                     | Ліса Пейлі                    |
| 1998      | ф  | Софі                                | Southie                                      | Кеті Квінн                    |
| 1999      | ф  |                                     | Jawbreaker                                   | Кортні Шейн                   |
| 1999      | кф | Сплячі красуні                      | Sleeping Beauties                            | Сноу Блоу                     |
| 1999      | в  |                                     | God Is in the T.V.                           | Джекі-О                       |
| 2000      | ф  | До бою готові                       | Ready to Rumble                              | Саша                          |
| 2000      | ф  | Кінцева зупинка                     | The Last Stop                                | Ненсі                         |
| 2001      | ф  | Мавпяча кістка                      | Monkeybone                                   | Міс Кітті                     |
| 2001      | тф | Тюрма                               | The Killing Yard                             | Лінда Борус                   |
| 2001—2006 | с  | Усі жінки — відьми                  | Charmed                                      | Пейдж Метьюс                  |
| 2001      | с  |                                     | What About Joan                              | Мейв Маккріммен               |
| 2002      | с  | Біографія                           | Biography                                    | оповідачка                    |
| 2002      | ф  | Несамовиті серця                    | Strange Hearts                               | Мойра Кеннеді                 |
| 2003      | ф  | Вакуум                              | Vacuums                                      | Деббі Дінсдейле               |
| 2005      | вг |                                     | Darkwatch: Curse of the West                 | Тала                          |
| 2005      | тф | Елвіс                               | Elvis                                        | Енн-Маргрет                   |
| 2006      | ф  | Чорна орхідея                       | The Black Dahlia                             | Шеріл Седдон                  |
| 2007      | ф  | Грайндхаус                          | Grindhouse                                   | Пем / Черрі Дарлінг           |
| 2007      | ф  | Доказ смерті                        | Death Proof                                  | Пем                           |
| 2007      | ф  | Планета страху                      | Planet Terror                                | Черрі Дарлінг                 |
| 2008      | ф  | П'ятдесят ходячих трупів            | Fifty Dead Men Walking                       | Грейс Стеррін                 |
| 2009      | кф |                                     | The Multi-Hyphenate                          | Роуз                          |
| 2009      | вг |                                     | Terminator Salvation                         | Енджі Солтер                  |
| 2009      | с  | Частини тіла                        | Nip/Tuck                                     | Теодора «Тедді» Роу           |
| 2010      | ф  | Мачете                              | Machete                                      | Бутс Маккой (сцени видалені)  |
| 2010      | ф  | Живий мрець                         | Dead Awake                                   | Чарлі Шил                     |
| 2011      | с  | Закон і порядок: Спеціальний корпус | Law & Order: Special Victims Unit            | Кассандра Давіна              |
| 2011      | ф  | Конан-варвар                        | Conan the Barbarian                          | Марік                         |
| 2011      | ф  | Бульвар страху                      | Rosewood Lane                                | Сонні Блейк                   |
| 2011      | тф | Дружина пастора                     | The Pastor's Wife                            | Мері Вінклер                  |
| 2011      | кф | Boop                                | Boop                                         | Бетті Буп                     |
| 2013      | кф | Доктор Льодяник                     | Doctor Lollipop                              | доктор Коко / Червона Шапочка |
| 2013—2014 | с  | Якось у казці                       | Once Upon a Time                             | молода Кора Міллс             |
| 2014—2015 | с  | Обраний                             | Chosen                                       | Джоузі Акоста                 |
| 2014      | кф | Порушувати правила                  | Break the Rules                              | супроводжувач                 |
| 2015      | вг |                                     | Call of Duty: Advanced Warfare — Exo Zombies | Ліліт                         |
| 2016      | ф  |                                     | The Tell-Tale Heart                          | Аріель                        |
| 2016      | ф  |                                     | Vows and Rites                               | Джессіка                      |
| 2016      | кф |                                     | The Weight of Blood and Bones                | Медалін                       |